# Joseph-François Lambert

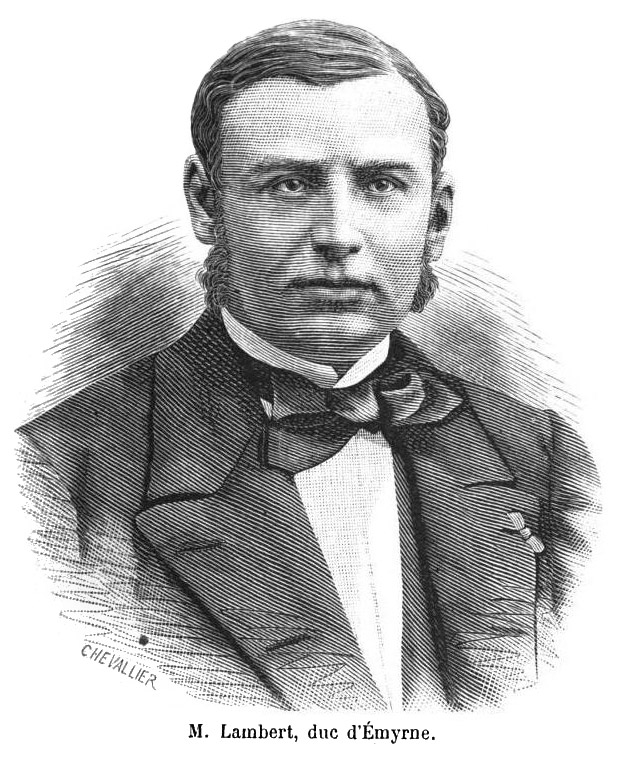
Gravure van Joseph-François Lambert

Joseph-François Lambert (1824–1873) was een Franse avonturier en slavenhandelaar. Hij is met name bekend door het tussen hem en de Malagassische prins Rakoto, de latere koning Radama II van Madagaskar gesloten Lambert-charter dat de weg vrij maakte voor de Eerste Expeditie naar Madagascar en de Franse kolonisatie van het eiland.
Radama II verhief Joseph-François Lambert in de adelstand, hij mocht zich hertog van Imerina noemen.